# Eva Klein
Eva Klein, nacida como Eva Fischer (Budapest, 22 de enero de 1925-19 de enero de 2025), fue una científica húngara-sueca. Doctora en medicina con un doctorado en biología, ha investigado en la relación de la inmunología y virología del cáncer.
Eva Klein ha trabajado en el Instituto Karolinska desde que salió de Hungría en 1947.  Se la considera una de las fundadoras de la inmunología del cáncer. En la década de 1960, lideró el descubrimiento de células asesinas naturales y el desarrollo de líneas celulares de linfoma de Burkitt.
En 1975, el Instituto de Investigación del Cáncer de EE. UU. estableció el Premio William B. Coley a la Investigación Distinguida en Inmunología Básica y Tumoral. El premio inaugural fue compartido por 16 científicos considerados "fundadores de la inmunología del cáncer", incluidos Eva y George Klein. Este premio destacó sus "descubrimientos de antígenos específicos de tumores en el ratón, hasta el análisis inmunológico más completo de un cáncer humano, el linfoma de Burkitt".
Ha seguido sus propias líneas de trabajo y ha investigado en estrecha colaboración con su esposo, George Klein.  Ambos son considerados fundadores de la inmunología del cáncer.

## Biografía y formación
Eva Fischer nació el 22 de enero de 1925 en Budapest, Hungría, en una familia judía acomodada.  Asistió a una escuela privada, con interés por los deportes, el teatro y la ciencia (inspirada en la vida y obra de Marie Curie). Sus opciones de carrera se vieron limitadas por la situación política, con un empeoramiento del antisemitismo y la persecución cuando Hungría fue ocupada por Alemania, Eva Fischer asistió a la facultad de medicina en la Universidad de Budapest, como joven judía sufrió discriminación y durante la ocupación alemana en 1944/45 sobrevivió escondida junto a su familia en el Instituto de Histología de la Universidad de Budapest.  Fueron ayudados por János Szirmai, incluso falsificando documentos.  Szirmai fue honrado como uno de los Justos entre las Naciones por Yad Vashem. Eva Fischer durante un periodo dejó los estudios de medicina para actuar en el teatro, retomando posteriormente su carrera de medicina.  
Eva se casó con el compañero de medicina George Klein, su apellido pasó a ser Klein, y dejó Hungría para vivir en Suecia en 1947. Completó su título de médico en el Instituto Karolinska en Estocolmo, Suecia en 1955. 
Eva Klein ha recibido títulos honorarios de la Universidad de Nebraska (en 1993) y la Universidad Estatal de Ohio (en 2003).

## Trayectoria
Eva Klein se convirtió en profesor asistente en el Instituto Karolinska en 1948 y obtuvo la titularidad en 1979. Estableció sus propias áreas de investigación a partir de 1948 alentada por Torbjörn Caspersson del Departamento de Investigación Celular y Genética de Karolinska, a lo largo de su carrera colaboró estrechamente con su esposo.
Eva Klein ha publicado más de 500 artículos y se desempeñó como editora de la revista Seminars in Cancer Biology.
Después de jubilarse, Eva Klein ha continuado apoyando a los estudiantes y persiguiendo sus intereses de investigación como profesora emérita con su propio grupo de investigación. Otro de sus intereses es traducir poesía húngara al sueco. Dio una entrevista a la radio sueca en noviembre de 2015 y dijo que continuar trabajando la mantiene joven a los 90 años

## Principales logros
En la década de 1960, Eva Klein desarrolló líneas celulares a partir del linfoma de Burkitt que continúan utilizándose.
En la década de 1970, los grupos de investigación de los Klein investigaban si existía una interacción entre los linfocitos y la respuesta antitumoral. Eva persiguió un área que consideró crítica, mientras que otros no lo hicieron. Supervisó conjuntamente a tres estudiantes (Rolf Kiessling, Hugh Pross y Mikael Jondal) con otro profesor (Hans Wigzell), lo que condujo al descubrimiento de un tipo único de linfocito (glóbulo blanco) responsable de la citotoxicidad espontánea: la capacidad de "matar" las células tumorales o células infectadas con virus. Eva Klein las llamó " células asesinas naturales ".
Eva Klein ha mantenido un interés sostenido en el tiempo en los campos de la virología así como en la inmunología, estudiando el papel del virus de Epstein-Barr en el linfoma de Burkitt.
En 2013, fue elegida becaria de la Asociación Estadounidense para la Academia de Investigación del Cáncer.
En 2005, el año del 80 cumpleaños de los Klein, los científicos del Instituto Karolinska establecieron la Fundación Georg y Eva Klein, que incluye una importante donación del Instituto de Investigación del Cáncer.

## Premios y reconocimientos
Eva Klein se convirtió en miembro de la Real Academia Sueca de Ciencias en 1987 y de la Academia Húngara de Ciencias en 1993.
Klein recibió la Medalla de Plata de Karolinska para la Investigación Médica en 2010.

## Vida personal y muerte
Tanto Eva Klein como su esposo,  Georg Klein, trabajaron mientras estudiaban para obtener sus títulos de medicina en Estocolmo. Tuvieron tres hijos: el mayor es matemático, seguido de dos hijas, una de las cuales es médica y la otra dramaturga. Eva defendió su tesis doctoral cuando estaba embarazada de ocho meses de su segundo hijo. Incluso con la ayuda interna, administrar su carrera científica y criar a sus tres hijos fue una lucha. Ella ha dicho que su esposo no apoyaba el trabajo doméstico y de crianza de los hijos.Falleció el 19 de enero de 2025, a sólo 3 días antes de cumplir 100 años.